# Església catòlica a Bèlgica
Bèlgica és una província eclesiàstica de l'església catòlica. Els bisbes de les vuit diòcesis en formen la Conferència Episcopal.

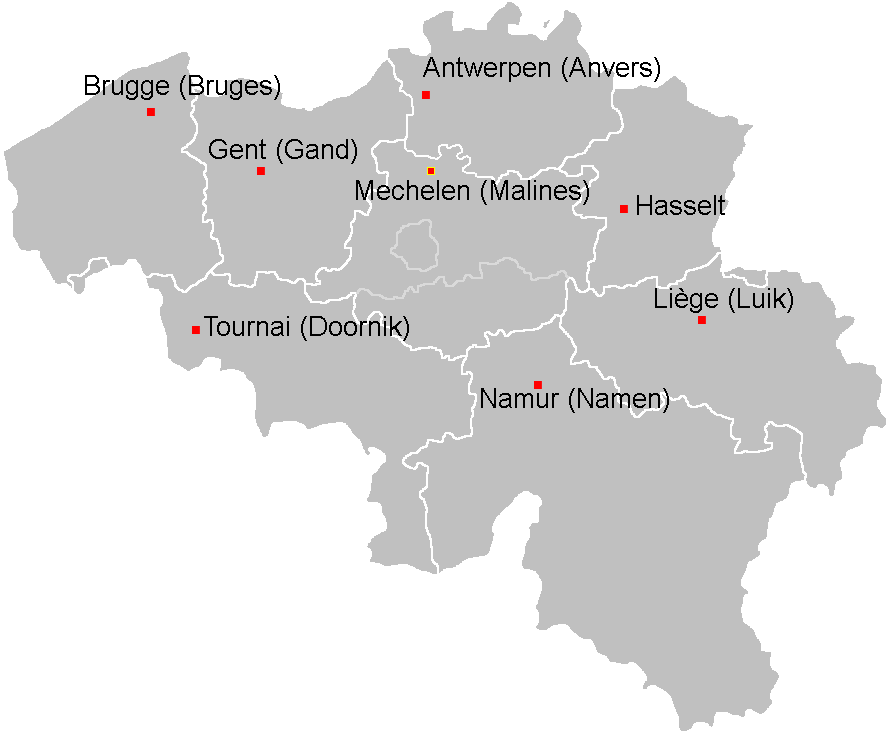
Les vuit diòcesis des de 1962

El 1980 el 72% dels belgues es van declarar catòlics. El 2010, el 60% de la població es declarà catòlica, tot i que el 87% de la població va néixer en famílies catòliques. El 2017 eren 52,76% i 9,42% eren de missa segons un informe publicat per l'Església, tot i que, segons un altre informe del 2009, nomes els 5 % de la població anava regularment a missa.

## Història

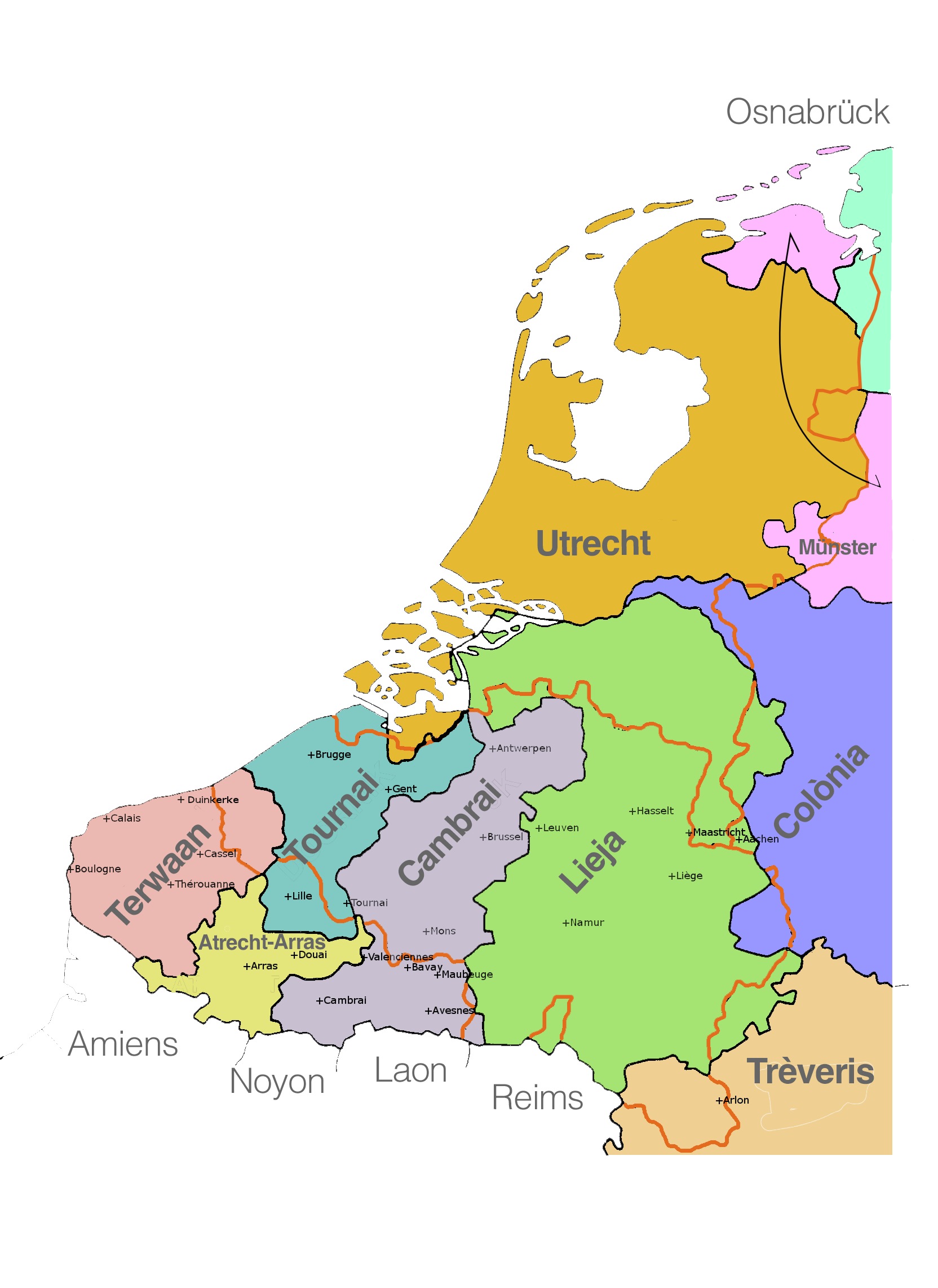
Bisbats dels Països Baixos abans de la reforma del 1559

Bisbats francesos després del Concordat del 1801, amb quatre diòcesis: Gant, Tournai, Mechelen, Namur i Lieja, en la zona que el 1830 va esdevenir Bèlgica

Durant segle vii el cristianisme realment s'hi va imposar en el territori que forma actualment Bèlgica. L'organització de les diòcesis va seguir les peripècies i els nombrosos canvis de fronteres polítiques. Les diòcesis més antigues són les de Lieja (segle iv) i la de Tournai (segle vi). Per comprendre la situació del catolicisme belga actual, s'ha de tornar al segle xvi quan l'ona del protestantisme va negar des del sud totes les Disset Províncies o Països Baixos espanyols.

### La reorganització sota Carles V i Felip II
Al segle xvi el sud va ser un important centre del protestantisme.i aviat dispersar-se cap al nord. Carles V volia uniformitzar les lleis i només tenir una sola religó, la catòlica. Volia contenir i prohibir els dissidents que aspiraven a una nova església. L'Església romana no trobava cap camí per adaptar-se als temps canviants i trobar una resposta al dinamisme del moviment encetat per Martí Luter el 1517. Malgrat la repressió, no li va reeixir contenir la rebel·lió. El 1559 Filips II va proposar una reforma de la divisió eclesiàstica segons un projecte del teòleg lovanista Francesc Sonnius i del conseller polític del rei Viglius. L'objectiu principal n'era de crear una organització que pugui supervisar millor el clergat i armar millor l'Església contra el protestantisme. A més, grans parts del territori depenien d'arquebisbats (Colònia, Reims i Lieja), fora del control de Carles V i Felip II. Aquesta reforma, anhelada per Carles V va ser confirmat per la butlla papal Super universas sota Felip II.
El 10 d'agost de 1566 a la ciutat flamenca de Steenvoorde (avui a França) va començar el moviment iconoclasta que es va estendre del comtat de Flandes, a Brabant i les províncies del nord. El successor de Carles, Felip II de Castella, el 1567 va enviar el Duc d'Alba (1507-1582), com a governador dels Països Baixos. Aquest va organitzar una repressió sanguinària dels protestants. Aquesta violència i intolerància va ser una de les causes majors de l'escissió dels Disset Províncies dels Països Baixos, la pèrdua per la Corona de Castella de la part septentrional i una pauperització del sud, per la fuga de les seves elits intel·lectuals i econòmics.
El «Tribunal dels Tumults», organitzat per Alba, va executar més de mil persones, dels quals els més famosos van ser el comte Lamoral d'Egmont i Felip de Montmorency (comte d'Horn). El 1679, el papa Innocenci XI va dedicar els Països Baixos del sud a Sant Josep com a sant patró, a la demanda del rei Carles II. L'església de Sant Josep al barri Leopold de Brussel·les, construïda entre 1842 i 1849 va ser inaugurada per nunci apostòlic Giacomo Cattani que en aquesta ocasió la va declarar «sanctuari nacional». Des de 2001 és gestionada per la Fraternitat Sacerdotal Sant Pius X conservadora, que hi representa la missa preconsiliar amb ritus llatí.

### Del Concordat amb Napoleó al Regne Unit dels Països Baixos (1801-1830)
El 1801, el Concordat de Napoleó i les butlles Ecclesia Christi i Qui Christi Domini van redefinir l'organització dels territoris catòliques i van prefigurar els contorns d'unes de les futures diòcesis belgues.
El Congrés de Viena (1814-1815) va unir els Països Baixos austríacs i els Països Baixos del nord en un nou estat, el Regne Unit dels Països Baixos, sota el rei Guillem I d'Orange. Des del punt de vista religiós, al nord hi havia una majoria protestant i una minoria catòlica; mentre que al sud la població s'havia quedat predominantment catòlica, després de la persecució religiosa dels protestants sota els Reis Catòlics als segles anteriors. En un estat amb diverses confessions, l'única solució era la llibertat i igualtat de cultes, com el Congrés de Viena va imposar en el Tractat dels vuit articles. El 1815, Maurice-Jean de Broglie, noble francès i bisbe ultramuntà de Gant volia una religió d'estat, va condemnar amb virulència el laïcisme d'una constitució que equiparava el catolicisme amb «heretgies» protestants. Va amenaçar de refusar els sacraments als notables que votéssin en favor de la nova Constitució i organitzar l'oposició contra Guillem I dels Països Baixos. El període 1815-1830 va ser una perpètua lluita de poder entre l'Església catòlicai el rei Guillem I. El rei volia limitar-ne el poder, perquè veia l'Església com un instrument d'obscurantisme contra el progrés.
Llavors van sorgir noves dificultats sobre la reestructuració de les diòcesis, el nomenament de bisbes i la lliure formació dels clergues. El 1825 l'Església catòlica es va oposar a la creació de la universitat estatal de Lovaina, per ser una universitat pública.
Mentrestant a Bèlgica s'obrí pas una nova mentalitat, destinat a donar la volta a Europa sota el nom de liberalisme catòlic. La premsa catòlica belga fou el portaveu d'aquesta política, amb recel a Roma, però recolzada pel bisbe Francesc Antoni Maria de Méan, pel seu vicari i després successor Sterckx, i per figures com Van Bommel o Pierre De Ram (futur rector de Lovaina). Catòlics i liberals es van veure tan units contra la monarquia, els primers a defensar la llibertat acadèmica i la defensa de la seva religió, i els darrers per la llibertat de la premsa i la representació efectiva al Parlament.
Hi havia tres tendències en el liberalisme catòlic belga:
- una minoria que compartia amb entusiasme les grans possibilitats de la llibertat des del punt de vista polític; s'inclinaven per la república; i reclamaven la plena autonomia de bisbes en l'aspecte temporal;
- a l'altre extrem hi ha els conservadors, els unionistes només de moment, a l'espera per restaurar la tradició monàrquica i la religió de l'Estat;
- entre les dues parts, la denominades «escola de Mechelen», que no compartien els principis d'Hugues Lamennais, ja que volien combinar amb els beneficis del sistema liberal amb els de l'antic règim, en la creença que la llibertat no ha d'excloure la protecció, o protecció excloïa la llibertat.

### Des de la creació de Bèlgica el 1830
L'haver fet front únic representà un dels factors decisius per a la victòria de la revolució de 1830, que va conduir a la creació de Bèlgica sota un nou rei, el protestant Leopold de Saxònia-Coburg-Gotha. Al Congrés reunit per establir la nova constitució, l'arquebisbe Francesc Antoni Maria de Méan va escriure una carta a Roma, escrita per Sterckx, on no demanava privilegis, sinó la llibertat. Juntament amb aquesta carta, també estava l'opuscle de Pierre De Ram, Considérations sur les libertés religieuses (1830).
De fet, la Constitució belga va reconèixer:
- la llibertat religiosa i la llibertat de culte públic
- que ningú pot ser obligat a actes o cerimònies de culte
- que l'Estat no ha d'intervenir en la designació dels ministres de qualsevol religió ni obstaculitzar la lliure comunicació amb els superiors
- que el matrimoni civil precedeix al religiós
- que l'ensenyament és gratuït
- que els ministres de la religió són pagats per l'estat (per compensar els béns confiscats durant la Revolució Francesa).

Roma primer desconfiava de la solució belga, però, després de la resposta de Sterckx (no és una separació real, sinó un modus vivendi que representa la millor solució pràctica), mantingué el silenci, fins i tot després de la Mirari vos. Poc després de la seva creació, Bèlgica també va ser reconeguda pel Vaticà, que la va convertir, des d'un punt de vista catòlic, una província eclesiàstica metropolitana el 1832.
Políticament se succeïren diversos gabinets unionistes de catòlics i liberals; religiosament tenim el desenvolupament dels ordes religiosos, les escoles, de reconeixement de la universitat de Malines desitjat per l'episcopat, però amb l'oposició dels liberals i el nunci. Sens dubte va ser mèrit del rei i de Sterckx, que l'Església pogués realitzar-se fer el millor que va poder.
Durant la Primera Guerra Mundial, el cardenal Désiré-Joseph Mercier es va convertir, per la seva acció i la seva carta inspiradora Patriotisme i resistència, una de les principals figures de la resistència moral i nacional, però per la seva política agressiva contra la llengua neerlandesa a l'ensenyament, Mercier va perdre molta simpatia a la part flamenca de la població. Entre 1920 i 1925, després de l'annexió per part de Bèlgica dels cantons de l'est (Eupen, Malmedy i Saint-Vith) presos a Alemanya en virtut del Tractat de Versalles, va ser erigida l'efímera diòcesi de Malmedy, el bisbe de la qual era el bisbe de Lieja. El 1925, la diòcesi es va incorporar a la de Lieja. Una supervivència d'aquest fet és que l'església de Malmedy de l'antiga abadia de Stavelot i Malmedy porta, encara avui, el títol de catedral. És també a la dècada de 1920 que van tenir lloc les converses de Malines. Durant la dècada de 1930, l'abat Édouard Froidure va donar una nova dimensió al catolicisme belga mitjançant la vinculació de la caritat i de l'acció econòmica amb la fundació d'obres socials com Stations de Plein-air i Les Petits Riens.
Erigides el 1962, les diòcesis d'Anvers i Hasselt són les més recents; prèviament Anvers formava part de la diòcesi de Mechelen-Brussel·les (encara que una primera diòcesi d'Anvers existí entre 1559 i 1801) i Hasselt a la diòcesi de Lieja. Després del Concili Vaticà II, es creà la Conferència Episcopal de Bèlgica. Aquesta darrera va tenir un paper significatiu el 1989 en la resolució de la controvèrsia que va néixer de la presència d'un convent carmelita a Auschwitz.
Fins que el culte marià gaudí d'un cert fervor, amb el suport del cardenal Léon-Joseph Suenens i amb l'ajuda de la Legió de Maria (introduïda a Bèlgica el 1945). Només la reorientació pastoral decidida al Vaticà II, potser en un esperit de reconciliació amb els protestants insistí menys en hiperdulia i van abandonar, en gran manera les pràctiques marianes al seu torn als nous corrents que abasten la renovació carismàtica; canvis també recolzats pel cardenal.
La crisi de Lovaina, en la qual es van ajuntar reivindicacions lingüístiques, maniobres polítiques i anticatolicisme, portà a afeblir la cohesió de la Conferència Episcopal belga.
En dues ocasions, el regne va rebre el papa Joan Pau II. Va romandre prop d'una setmana al maig de 1985 per dur a terme un recorregut per Bèlgica, que va ser marcat per dos misses multitudinàries (una la basílica de Koekelberg i a Banneux) i una més modesta a església de la Mare de Déu de Laken. Va tornar al juny de 1995; durant la seva visita que va fer homenatge al rei difunt Balduí, abans de procedir a la beatificació del Pare Damià, posteriorment reconegut sant.
El 8 de desembre de 2015, a l'església de Santa Caterina de Brussel·les, l'arquebisbe André Léonard dedicà oficialment Bèlgica a l'Immaculat Cor de Maria com una «resposta subsidiària i ple de fe per al missatge de la Verge de Fàtima».

## Organització eclesiàstica

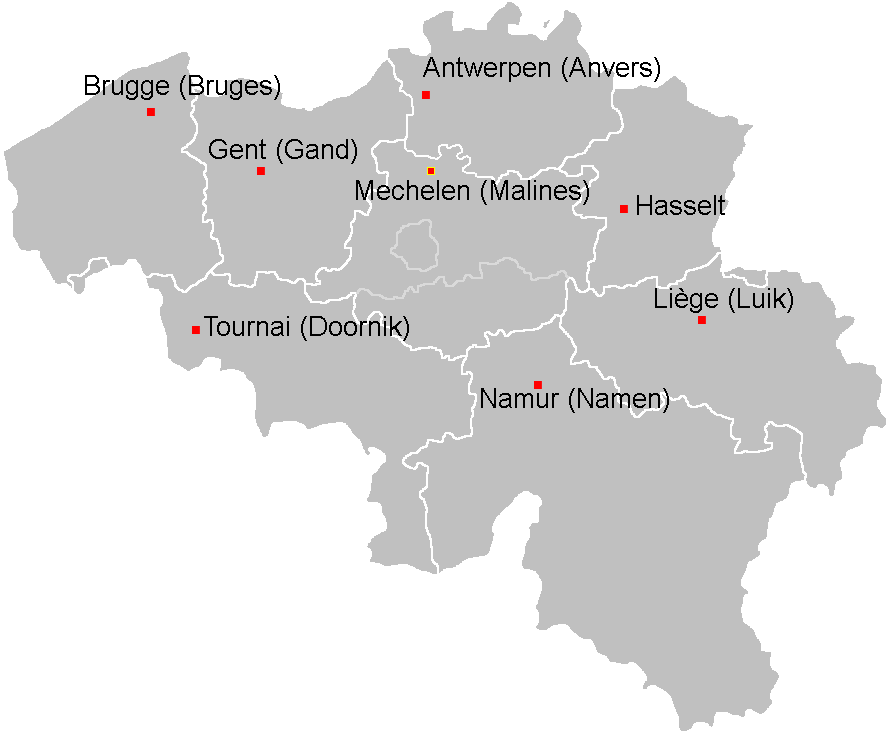
Mapa de les diòcesis de Bèlgica

Des de 1962, l'Església catòlica a Bèlgica s'organitza en una sola província eclesiàstica, la de Malines-Brussel·les, amb set diòcesis sufragànies.
- Arquebisbat de Malines-Brussel·les, l'arquebisbe té el títol de primat de Bèlgica, amb les sufragànies:
  - bisbat d'Anvers
  - Bisbat de Bruges
  - Bisbat de Gant
  - Bisbat de Hasselt
  - Bisbat de Lieja
  - Bisbat de Namur
  - Bisbat de Tournai
  - Ordinariat militar

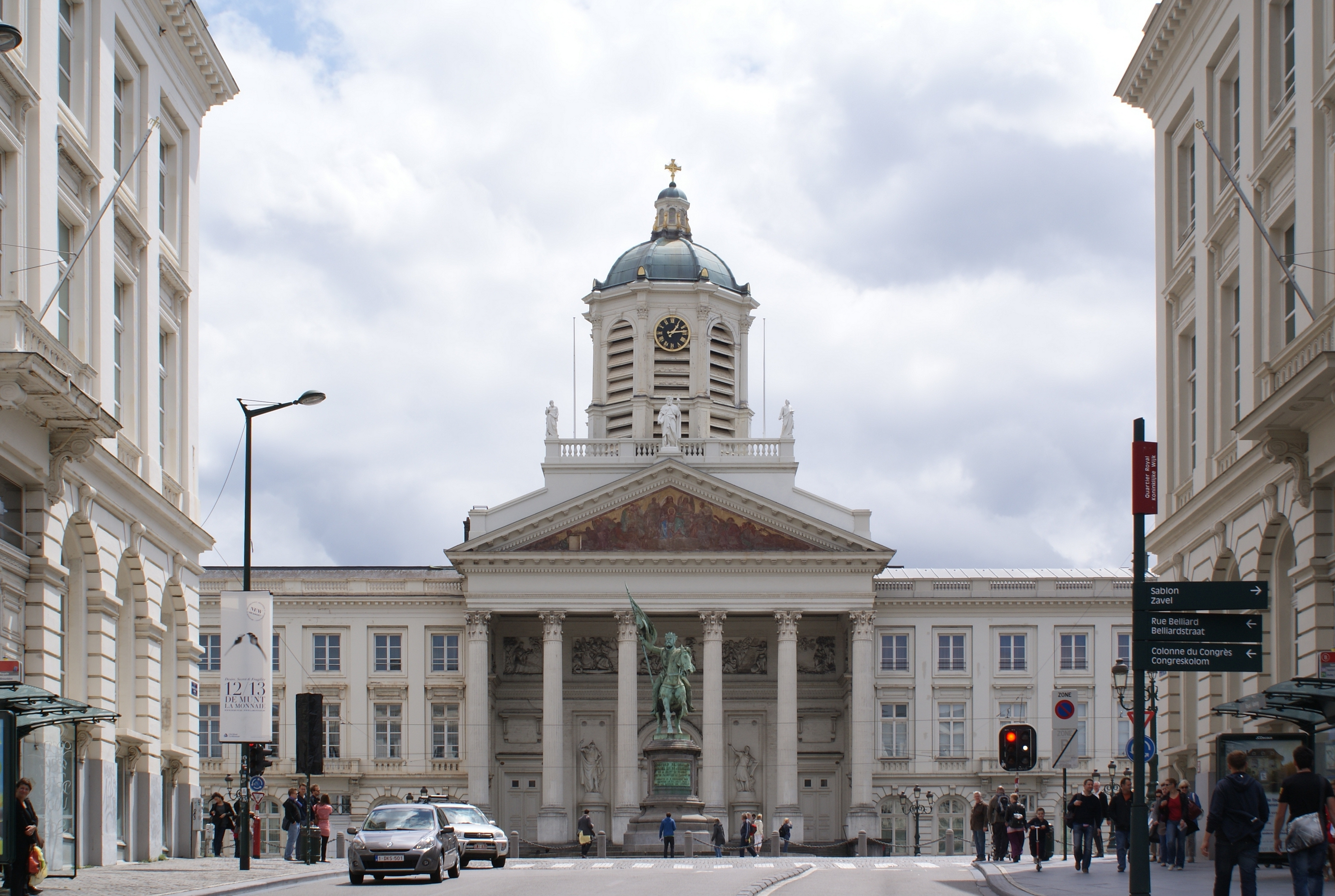
Catedral de Sant Jaume del Koudenberg

L'ordinariat militar belga, va ser erigit el 7 de setembre de 1957 com vicariat. El 22 de juliol de 1986 va adquirir l'estatus de diòcesi de les forces armades amb l'església de Sant Jaume del Koudenberg com a catedral, tradicional parada del Camí de Sant Jaume. Tradicionalment, l'arquebisbe de Mechelen-Brussel·les n'és el bisbe en una unió personal. L'Oficina del servei religiós de l'exèrcit belga està establert a l'Hospital Militar de la reina Àstrid a Neder-Over-Heembeek. El 2013, aquest servei tenia deu capellans als quals es podria afegir dos capellans de reserva. Actualment, el capellà en cap és Johan Van Den Eeckhout. La diòcesi de les forces armades té el seu propi centre d'investigació de teologia i ètica militar.

## Conferència episcopal
Els presidents de la Conferència episcopal belga van ser:
- Cardenal Jozef-Ernest van Roey (1958 - 6 d'agost de 1961)
- Cardenal Leo Jozef Suenens (24 de novembre de 1961 - 4 d'octubre de 1979)
- Cardenal Godfried Danneels (19 de desembre de 1979 - 18 de gener de 2010)
- Arquebisbe André-Joseph Léonard (27 de febrer de 2010 - 6 de novembre de 2015)
- Cardenal Jozef De Kesel, des del 26 d'abril de 2016

El secretari general de la Conferència episcopal és Herman Cosijns, des de l'1 de setembre de 2011

## Premsa catòlica
Fins a la secularització dels mitjans de comunicació qualsevol diari belga tenia una orientació política explicita. Així el diari en neerlandès De Standaard arborava fins a desembre del 1999 a la portada «Tot per a Flandes, Flandes per a Crist», eslògan del moviment flamenc catòlic. Els principals altres diaris catòlics van ser Het Nieuwsblad, Het Volk (1891-2008, diari del sindicat catòlic, avui desaparegut), Gazet van Antwerpen i Het Belang van Limburg. Del costat francòfon hi ha entre d'altres La Libre Belgique, Le Vingtième Siècle (1895-1940) i el diaris del grup L'Avenir, unic grup de premsa on encara avui el Bisbat de Namur té una participació minoritària de 25,1%. El 1974, la premsa catòlica tenia 67% del lectorat a Flandes, tot i que només 40% de la població hi votava els partits catòlics. Tot i que catòlica, la premsa en neerlandès va tenir freqüents problemes amb la jerarquia de l'església, cega per a les exigències de rehabilitació de la llengua i més aviat favorable, com el cardenal Désiré-Joseph Mercier a un estat monolingüe i llatí, com ell va dir «Bèlgica serà llatina o no serà».
Des del concili Vaticà II els lligams directes amb la jerarquia de l'església es van desfer progressivament. La crisi de la premsa des dels anys 1990 implicar la desaparició de molts títols i per a raons econòmiques, es van crear col·laboracions inimaginables pocs anys abans, com el grup de premsa IPM que reuneix ara La Libre Belgique antany diari catòlic ultramuntà amb La Dernière Heure diari liberal i anticlerical. Tota la premsa belga que va sobreviure, va seguir l'evolució de la població que es va emancipar del control ideològic segons les antigues línies de divisió catòlica, liberal o socialista.